# 六氟锑酸盐
六氟锑酸盐是含六氟锑酸根（SbF6−）离子的一类化合物，它们比相应的六氟磷酸盐更易溶于水但也更易水解，其颜色由阳离子决定。

## 制备
六氟锑酸盐可由金属氟化物和五氟化锑在氟化氢或二氧化硫中的反应制备：
MF2 + SbF5 → M(SbF6)2  （M=Ni, 黄色；Co, 紫色；Ag，蓝色）
HF/SbF5体系也可用于制备不常见离子的六氟锑酸盐，例如，它和硫酸二(三甲基硅酯)反应，移除溶剂后可以得到无色的[H3SO4]+SbF6−晶体。
[(CH3)3SiO]2SO2 + HF/SbF5 → 2(CH3)3SiF + [H3SO4]+SbF6−
复分解反应也可用于制备一些六氟锑酸盐，如：
Cp2TiCl2 + 2 AgSbF6 → Cp2Ti(SbF6)2 + 2 AgCl↓
CuCl2（过量）+ AgSbF6 → CuClSbF6 + AgCl

## 拓展阅读
- Lork, E; Mews, R; Petersen, J; Schröter, M; Žemva, B. . Journal of Fluorine Chemistry (Elsevier BV). 2001, 110 (2): 109–116. ISSN 0022-1139. doi:10.1016/s0022-1139(01)00417-1.